# Otto Peer
Otto Peer (1961) è un ex sciatore alpino austriaco.

## Biografia
Peer in Coppa Europa nella stagione 1981-1982 si piazzò 3º nella classifica di discesa libera; gareggiò in Coppa del Mondo almeno fino al 1983, senza ottenere risultati di rilievo. Non prese parte a rassegne olimpiche né ottenne piazzamenti ai Campionati mondiali.